# آدامیت
آدامیت (Adamite) هیدروکسید آرسنات روی با فرمول شیمیایی Zn2AsO4OH که معمولاً روی سطح اکسیدشده یا دچار هوازدگی‌شده روی تشکیل می‌شود.آدامیت خالص بی‌رنگ است اما معمولاً رنگ زرد به دلیل حضور ترکیبات آهن در آن یافت می‌شود و رنگ سبز در آن به دلیل حضور مس است.
این کانی تقریباًَ کمیاب است و می‌توان در آلمان غربی، یونان، اتریش، مکزیک، شیلی و امریکا به‌دنبال آن گشت.